# Étaules (Côte-d'Or)
Étaules é uma comuna francesa na região administrativa da Borgonha-Franco-Condado, no departamento de Côte-d'Or. Estende-se por uma área de 17,29 km². Em 2010 a comuna tinha 320 habitantes (densidade: 18,5 hab./km²).